# Nafanga
Nafanga is een gemeente (commune) in de regio Sikasso in Mali. De gemeente telt 8800 inwoners (2009).
De gemeente bestaat uit de volgende plaatsen:

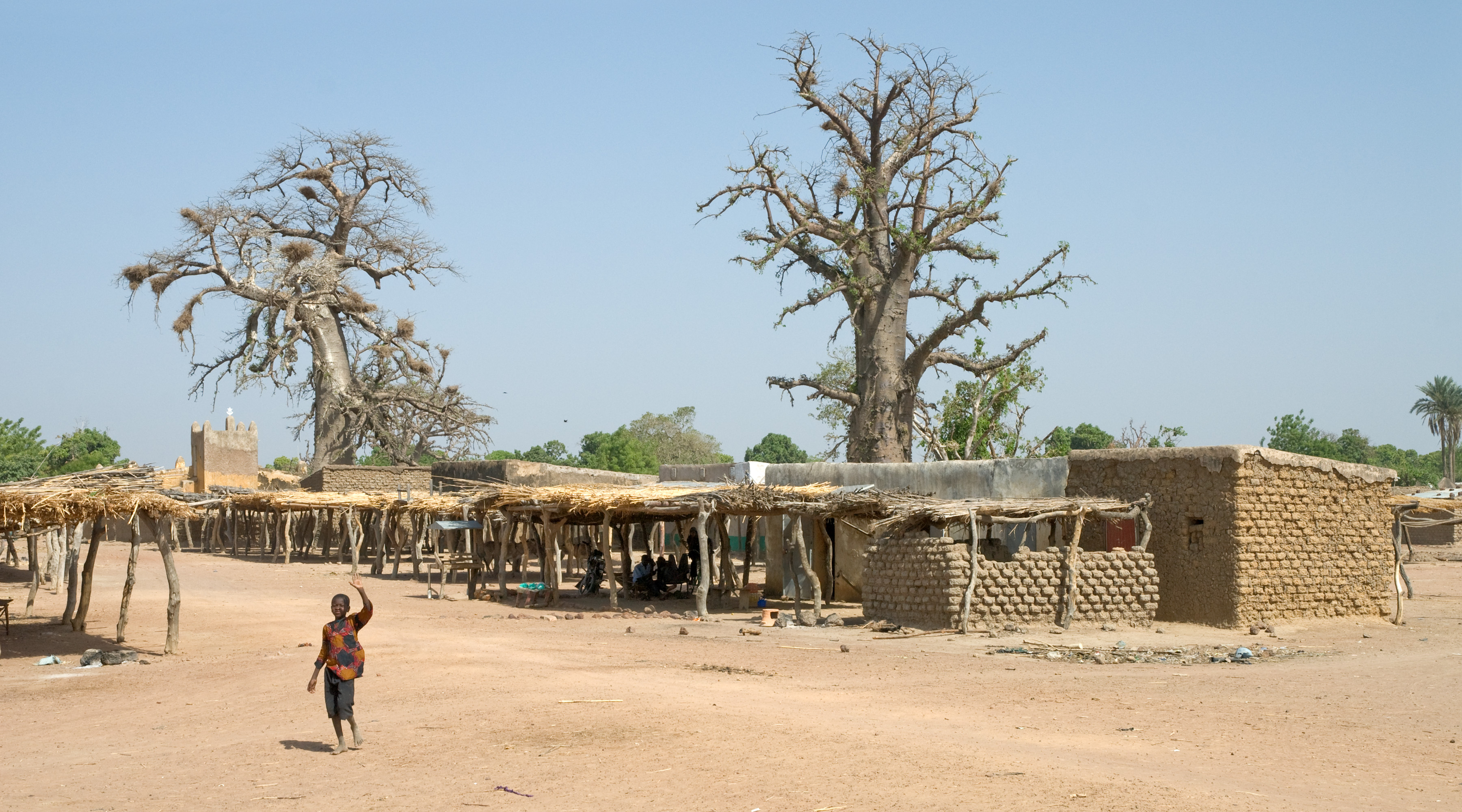
Dorpsgezicht in Kani (gemeente Nafanga), april 2014

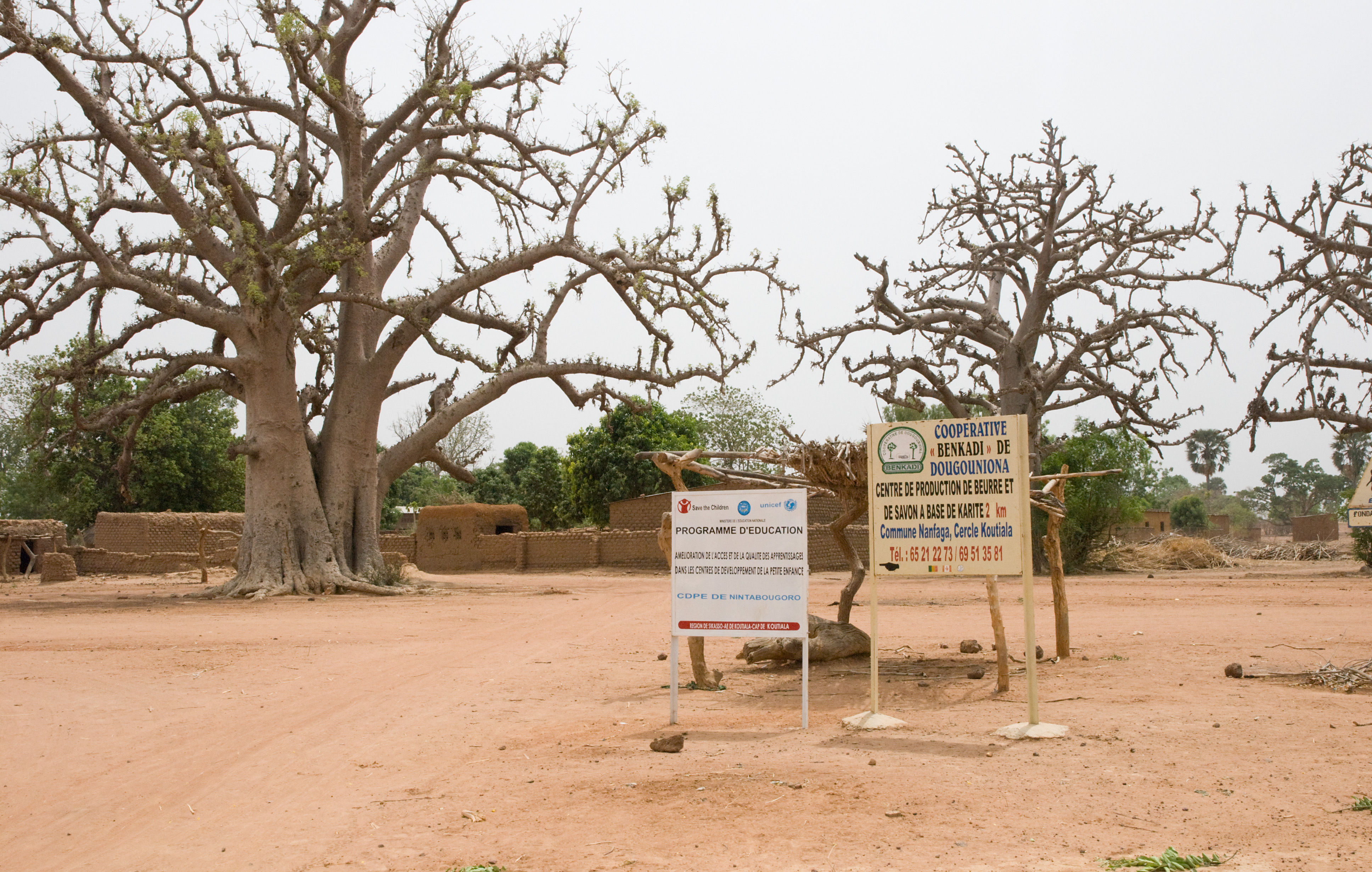
Dorpsgezicht in Nintabougoro (gemeente Nafanga), april 2015

- Dougouniona
- Kani
- Karangasso (hoofdplaats)
- Nintabougoro
- Tianhirisso
- Zéguésso